# Sábado Rebelde (canción)
Sábado Rebelde es un sencillo compuesto por una colaboración entre los puertorriqueños Daddy Yankee y Plan B. Se estrenó en YouTube por primera vez el 31 de octubre de 2014 y su género musical es de tipo urbano y reguetón. Fue escrito por Daddy Yankee y producido por Cartel Records. Forma parte de su noveno álbum llamado El Disco Duro que previamente tenía el nombre de King Daddy II.

## Video musical
El video musical fue producido en un club nocturno de Medellín con la participación de más de 100 personas, entre ellas la modelo colombiana Natalia Betancurt y fue dirigido por la empresa 36 Grados según los representantes de Daddy Yankee. El video enfoca a los tres cantantes durante la mayoría de él, pero también tiene pequeñas escenas donde aparecen mujeres maquillándose o mujeres bailando en barras. Cuenta con más de 250 millones de visitas en YouTube.